# Grob G 112
A Grob G 112 a 20. század nyolcvanas éveiben készült német sportrepülőgép.

## Leírása
A 20. század nyolcvanas éveinek elején a német Grob Flugzeugbau légitársaság (Mindelheim Mattsies), kezdett el dolgozni egy kétüléses sport repülőgép projektjén.
A Grob 112 repülőgép prototípusa 1984 május 4-én repült először, Grob 2500F1 dugattyús motorral volt ellátva. A légi jármű bárhol tankolható megoldással készült. E repülőgép egy másik újítása a hangár, amely egy normál autó garázs hajtogatott szárnyakkal.
Grob G 112 kísérlet volt arra, hogy bevezessenek egy kétüléses, fapados repülőgépet sport repülőgép céljára. Azonban ez a kísérleti modell nem lett a legsikeresebb, és a gép végül nem jelent meg a tömegtermelésben.